# 星際爭霸戰時間線
星際爭霸戰時間線（英語：Timeline of Star Trek）是指《星際爭霸戰》影劇系列設定的時間線。